# L.E.S.
L.E.S., pseudonimo di Leshan David Lewis (New York, 7 dicembre 1966), è un produttore discografico statunitense.
Il suo primo successo arriva con Life's a Bitch, canzone dei rapper Nas ed AZ presente nel disco di debutto di Nas, "Illmatic" (1994). Continua il sodalizio con AZ producendo Sugar Hill, singolo tratto dall'esordio dell'MC di Brooklyn "Doe or Die".
In seguito amplia il suo giro di produzioni, arrivando a confezionare basi per Fat Joe, LL Cool J, Shyheim e Royal Flush. Nel 1998 collabora con Poke & Tone per la realizzazione di Gettin' Jiggy Wit It, brano di Will Smith che gli ha valso un Grammy Award.
Negli ultimi tempi L.E.S. ha fatto sentire la sua presenza grazie alle produzioni su "Hip Hop is Dead", disco di Nas, realizzate con la collaborazione del producer Wyldfyer.